# Borovets
Borovets (Bulgaars: Боровец) (tot midden 20e eeuw bekend als Tsamkoria (Bulgaars: Чамкория)) is een vakantie-oord voor ski- en bergwandelvakanties in Bulgarije. Het bevindt zich op de noordflank van het Rila-gebergte, op een hoogte van 1350 meter, op 73 kilometer van Sofia, zodat ook buitenlandse toeristen de plaats gemakkelijk kunnen bereiken.
In 1993 zijn er de Wereldkampioenschappen biatlon georganiseerd.